# Pierella
Genre
 Pierella  est un genre de lépidoptères de la famille des Nymphalidae et de la sous-famille des Satyrinae, tribu des Haeterini.

## Description
- Ce genre a la particularité d'avoir une surface alaire postérieure supérieure à la surface antérieure.

## Biologie
- Leurs chenilles ont été trouvées sur les plantes hôtes des genres Heliconia et Calathea.

## Répartition
- Amérique centrale et Nord de l'Amérique du Sud.

## Systématique
- Décrit par l'entomologiste allemand Gottlieb August Wilhelm Herrich-Schäffer en 1865[1], la description antérieure datant de 1851 de John Obadiah Westwood a été invalidée[2].
- L'espèce type est Papilio nereis (Drury)

### Synonymie
- Pieris (Hübner, 1819) attention le genre Pieris (Schrank, 1801) existe bien.
- Antirrhaea (Westwood, 1851)

### Taxinomie
Liste des espèces
- Pierella amalia (Weymer, 1885)
- Pierella astyoche (Erichson, 1849) Pierella astyoche astyoche

3 sous-espèces sont reconnues
- Pierella helvina (Hewitson, 1859)

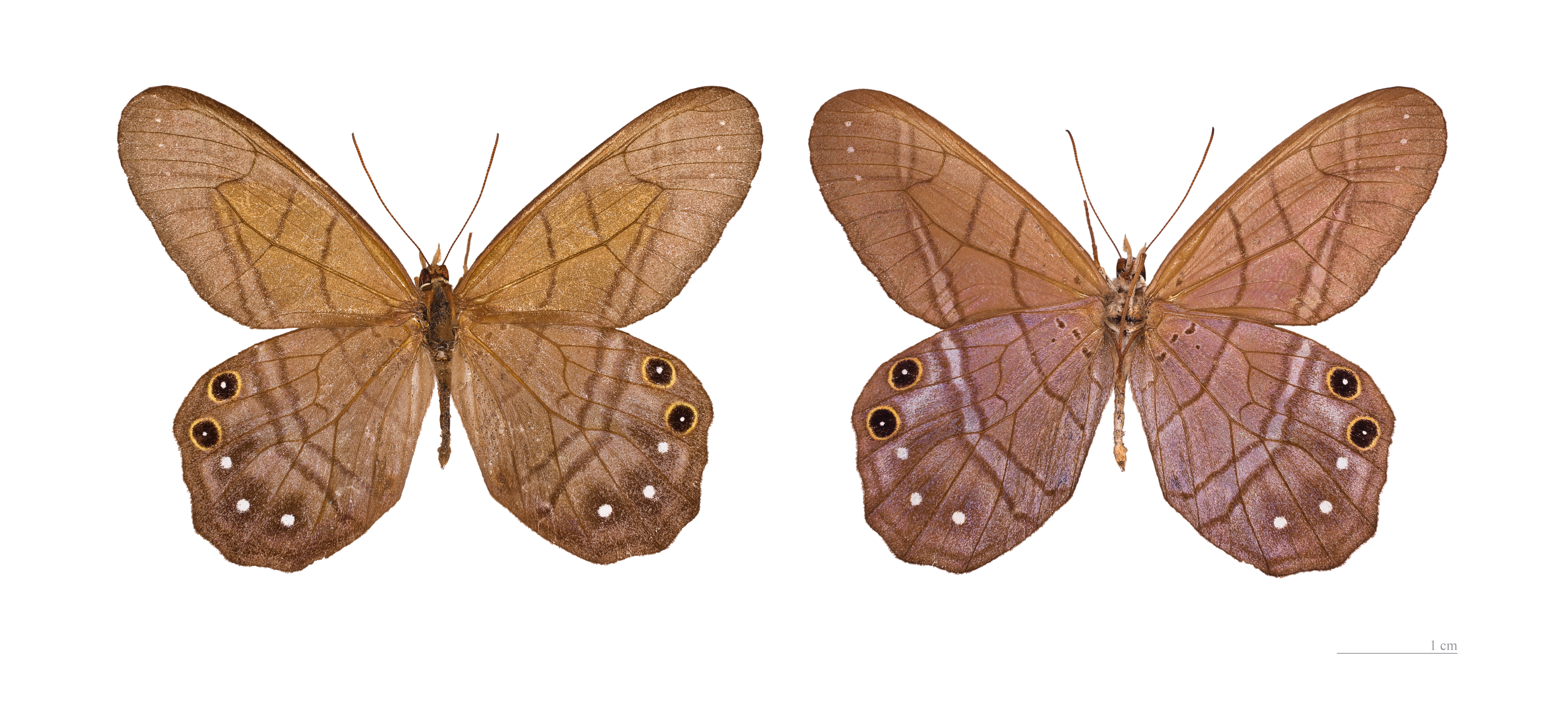
Pierella astyoche astyoche

  - Pierella helvina helvina (= Haetera helvina)
  - Pierella helvina hymettia Staudinger, [1886] (= P. incanescens werneri)
  - Pierella helvina incanescens Godman & Salvin, 1877 (= P. incanescens costaricana)
  - Pierella helvina ocreata Salvin & Godman, 1868(= P. ocreata (nomen nudum))
  - Pierella helvina pacifica Niepelt, 1924 (= Pierello [sic] ocreata johnsoni)
- Pierella hortona (Hewitson, 1854)
  - Pierella hortona hortona (= Haetera hortensia, Haetera hortona, P. hortona f. albopunctata, P. hortona f. ocellata)
  - Pierella hortona albofasciata Rosenberg & Talbot, 1914 (= P. albofaciata [sic] decepta)
- Pierella hyalinus (Gmelin, [1790])  Pierella hyalinus hyalinus

4 sous-espèces sont reconnues
- Pierella hyceta (Hewitson, 1859)

Pierella hyalinus hyalinus

  - Pierella hyceta hyceta (= Haetera hyceta)
  - Pierella hyceta ceryce (Hewitson, 1874) (= Haetera ceryce)
  - Pierella hyceta latona (C.Felder & R.Felder, 1867) (= Haetera latona)
- Pierella incanescens (Godman & Salvin, 1877)
- Pierella lamia (Sulzer, 1776) Pierella lamia lamia

3 sous-espèces sont reconnues
- Pierella lena (Linnaeus, 1767)

2 sous-espèces sont reconnues

Pierella lamia lamia

- Pierella lucia Weymer, 1885 (= P. astyoche var. albomaculata)
- Pierella luna (Fabricius, 1793)
  - Pierella luna luna (= Papilio luna, Pierella luna f. rubra)
  - Pierella luna lesbia Staudinger, 1887
  - Pierella luna pallida (Salvin & Godman, 1868) (= Hetaera [sic] pallida)
  - Pierella luna rubecula Salvin & Godman, 1868 (= Haetera heracles)
- Pierella nereis (Drury, 1782) (= Papilio nereis )